# Заур Калојев
Заур Калојев (груз. ზაურ კალოევი; Тбилиси, 24. март 1931) је био совјетски фудбалер грузијске националности. Два пута (1959, 1960) је проглашаван за најбољег фудбалера националног првенства СССР-а. Током каријере играо је за Спартак из Тбилисија (1950–1951), Динамо Тбилиси (1953–1956, 1959–1964) и Локомотиву из Москве (1957–1958). Учествовао је на првом Купу европских нација 1960. године, гдје је са репрезентацијом Совјетског Савеза освојио златну медаљу. На овом турниру није одиграо ни једну утакмицу, али је одиграо три меча за олимпијски тим.  Са Динамом из Тбилисија је постао шампион Совјетског Савеза 1964, а са Локомотивом из Москве 1957. је освојио Куп Совјетског Савеза. У двије сезоне, 1959. и 1960. године, био је најбољи стријелац совјетске лиге, са постигнутих 16 односно 20 голова. У овом такмичењу постигао је укупно 116 голова (у 250 утакмица), и заузима 13. мјесто на табели свих времена. Добитник је почасне титуле Заслужни мајстор спорта СССР-а (1963). Калојев је остао упамћен по својој способности да игра главом. Његов саиграчу нападу Михаил Месхи је изјавио: "Ако желим да постигнем гол, морам да идем уз ивицу, да погодим Калојеву главу и лопта ће од ње сигурно ући у гол". Преминуо је 23. децембра 1997. године. Сахрањен је на Сабурталинском гробљу. Постхумно је одликован Орденом части.